# Departamentul Durazno
Departamentul Durazno este un departament din Uruguay. Capitala sa este Durazno. Numele său înseamnă „piersică” în spaniolă, referindu-se la piersicile produse în departament și la statutul său de producător important de cereale. Este situat în centrul țării și este delimitat la nord de Río Negro și Río Yi spre sud. La nord se află departamentele Río Negro și Tacuarembó, la sud-est de departamentul Treinta y Tres, la sud de departamentele Flores și Florida, în timp ce la est este departamentul Cerro Largo.

## Istorie
În 1827, în timp ce teritoriul era sub dominația portugheză, portughezii i-au cerut aliatului lor, generalul Fructuoso Rivera să înființeze un corp militar de cavalerie și artilerie în zona Paso del Durazno, pe malurile Río Yi. Pentru aceasta, a fost fondat orașul San Pedro del Durazno, numit după regenta Braziliei. În 1828 s-a format departamentul numit „Entre Ríos Yí y Negro”, care a fost redenumit Durazno. Când a fost semnată Prima Constituție a Uruguayului în 1830, Durazno a fost unul dintre cele nouă departamente originale ale Republicii.